# Retina (czasopismo)
Retina. The Journal of Retinal and Vitreous Diseases (skrót: Retina J Ret Vit Dis) – amerykańskie czasopismo okulistyczne wydawane od 1981; specjalizujące się w zaburzeniach witreoretinalnych (ciała szklistego i siatkówki) oka.
Czasopismo jest recenzowane i publikuje wysoce specjalistyczne prace oryginalne (badania i obserwacje kliniczne oraz klinicznie istotne badania laboratoryjne), artykuły redakcyjne (edytoriale) oraz artykuły przeglądowe dotyczące istotnych zagadnień witreoretinalnych. Publikacje dotyczą nowych metod diagnostycznych w zakresie okulistyki witreoretinalnej, technik mikrochirurgicznych, nowych narzędzi i leków oraz sposobów leczenia schorzeń siatkówki i szklistki. Czasopismo adresowane jest do okulistów i specjalistów-mikrochirurgów zajmujących się odcinkiem witreoretinalnym oka.
Pismo ma współczynnik wpływu impact factor (IF) wynoszący 4,013 (2017). W międzynarodowym rankingu SCImago Journal Rank (SJR) mierzącym znaczenie poszczególnych czasopism naukowych „Retina" zostało w 2018 sklasyfikowane na 7. miejscu wśród czasopism okulistycznych. W polskich wykazach czasopism punktowanych przez Ministerstwo Nauki i Szkolnictwa Wyższego za lata 2009–2016 czasopismo otrzymało kolejno: 24 pkt (2009), 32 pkt (2010), 35 pkt (2011–2015), 40 pkt (2016) oraz 140 pkt (2019). 
Redaktorem naczelnym (ang. editor-in-chief) jest Alexander J. Brucker – profesor okulistyki związany z Uniwersytetem Pensylwanii. W skład rady redakcyjnej (ang. editorial board) czasopisma wchodzą głównie profesorowie okulistyki specjalizujący się w badaniach nad schorzeniami siatkówki i szklistki z różnych ośrodków akademickich w USA oraz – w znacznie mniejszej liczbie – także spoza tego kraju. Wydawcą jest Lippincott Williams & Wilkins Ltd.